# 톱스타 유백이
《톱스타 유백이》는 2018년 11월 16일부터 2019년 1월 25일까지 방영된 tvN 금요 드라마이다.

## 등장 인물

### 주요 인물
- 김지석 : 유백 역 (아역 지민혁) - 시리우스 리더, 가수 겸 배우
- 전소민 : 오강순 역 (아역 권예은, 이도연) - 별명 깡순이, 해녀, 슈퍼 운영
- 이상엽 : 최마돌 역 (아역 박하준, 김영준) - 일명 마도로스 최, 최연소 선장

### 여즉도 섬마을 사람들
- 예수정 : 깡순 할머니 역 - 강순의 할머니, 남도 요리 대가
- 김현 : 양방실 역 - 마돌의 어머니
- 이한위 : 최한봉 역 - 마돌의 아버지, 마을 이장, 선장
- 허진 : 장흥댁 역 - 본명 김수진
- 성병숙 : 군산댁 역 - 본명 이금자
- 정은표 : 박국섭 역 - 동춘의 아버지
- 정이랑 : 이향기 역 - 동춘의 어머니
- 유주원 : 박동만 역 - 동춘의 동생
- 김정민 : 강민 역 - 여즉국민학교(초등학교) 교사, 동만의 담임 선생님
- 이아현 : 아서라 역 - 보건소 의사
- 전정일 : 미스터리 헐~맨 역

### 유백의 기획사 식구들
- 허정민 : 남조 역 - 유백의 친구, 시리우스 멤버, 가수 겸 배우
- 조희봉 : 서일 역 - 유백의 소속사 대표
- 김민석 : 박동춘 역 - 유백의 매니저

### 그 외 인물
- 임도윤 : 아랑 역 - 드라마 미스터 대군의 여자 주인공
- 김익태 : 선장 역
- 송진우 : 불독기자 역
- 윤복인 : 유백의 어머니 역
- 김동현
- 이세영 : 써니 (목소리) 역
- 윤주희
- 유인나 : 라디오 DJ 역
- 남보라 : 노희원 역 - 강순의 중학교 동창. 강순 할머니 입원한 병원의 의사
- 신비 : 어린 희원 역
- 이선재 : 마돌의 친구 역
- 윤여훈 : 마돌의 친구 역
- 김누림 : 마돌의 친구 역
- 박성훈 : 마돌의 친구 역

### 특별출연
- 백일섭 : 본인 역
- 한석준 : 시상식 사회자 역
- 강홍석 : 유백의 음주 측정 거부 사건 담당 형사 역
- 홍윤화 : 경찰서에서 취조 받는 여자 역
- 김대주 : 본인 역 - 삼시세끼 작가
- 임수향 : 임수향 역 - 배우
- 전영록 : 본인 역
- 양세찬 : 택시 기사 역

## 시청률
최저 시청률과 최고 시청률은 시청률 조사회사와 지역별로 시청률에 차이가 있을 수 있습니다.
| 2018년 | 2018년    | 2018년     |
| 회차   | 방송일    | AGB 시청률 |
| ------ | --------- | ---------- |
| 제1회  | 11월 16일 | 2.829%     |
| 제2회  | 11월 23일 | 2.806%     |
| 제3회  | 11월 30일 | 3.196%     |
| 제4회  | 12월 7일  | 2.846%     |
| 제5회  | 12월 14일 | 2.230%     |
| 제6회  | 12월 21일 | 2.367%     |
| 제7회  | 12월 28일 | 2.038%     |
| 2019년 |           |            |
| 제8회  | 1월 4일   | 2.043%     |
| 제9회  | 1월 11일  | 1.941%     |
| 제10회 | 1월 18일  | 2.048%     |
| 제11회 | 1월 25일  | 2.891%     |

## 같이 보기
- 대한민국의 텔레비전 드라마 목록 (ㅌ)
- 2018년 대한민국의 텔레비전 드라마 목록